# 池澤隆史
池澤 隆史（いけざわ たかし、1959年12月14日 - ）は、日本の政治家。東京都西東京市長（2期）。

## 来歴
東京都西東京市出身。田無市立谷戸小学校（現・西東京市立谷戸小学校）から保谷市立保谷第一小学校（現・西東京市立保谷第一小学校）へ転校。保谷市立青嵐中学校（現・西東京市立青嵐中学校）、東京都立保谷高等学校、同志社大学法学部卒業。旧保谷市役所に入庁。
2013年（平成25年）、西東京市副市長に就任。
2020年（令和2年）12月18日、任期満了に伴う西東京市長選挙に、丸山浩一市長の後継指名を受けて立候補する意向を表明した。
2021年（令和3年）2月7日に行われた西東京市長選挙に自民党・公明党の推薦を受けて立候補。元逗子市長の平井竜一ら2候補を破り初当選した。同年2月18日、市長就任。
※当日有権者数：168,858人 最終投票率：42.23%（前回比：＋9.33pts）
| 候補者名   | 年齢 | 所属党派 | 新旧別 | 得票数   | 得票率 | 推薦・支持                                                 |
| ---------- | ---- | -------- | ------ | -------- | ------ | ---------------------------------------------------------- |
| 池澤隆史   | 61   | 無所属   | 新     | 34,299票 | 48.76% | （推薦）自由民主党、公明党                                 |
| 平井竜一   | 54   | 無所属   | 新     | 32,785票 | 46.61% | （推薦）立憲民主党、日本共産党、西東京・生活者ネットワーク |
| 保谷美智夫 | 62   | 無所属   | 新     | 3,256票  | 4.63%  |                                                            |

2025年（令和7年）2月2日に行われた西東京市長選挙では日本共産党公認の候補らを破り再選した。
※当日有権者数：169,019人 最終投票率：32.72%（前回比：-9.51pts）
| 候補者名     | 年齢 | 所属党派   | 新旧別 | 得票数   | 得票率 | 推薦・支持                         |
| ------------ | ---- | ---------- | ------ | -------- | ------ | ---------------------------------- |
| 池澤隆史     | 65   | 無所属     | 現     | 37,171票 | 68.29% | （推薦）自由民主党、公明党         |
| 井手重美津子 | 61   | 日本共産党 | 新     | 11,092票 | 20.38% | （推薦）西東京・生活者ネットワーク |
| 杉浦未来     | 28   | 無所属     | 新     | 6,171票  | 11.34% |                                    |

## 批判

### 2021年西東京市長選挙での対立候補へのネガティブキャンペーン
池澤陣営の確認団体「明日の西東京を創る会」が、対立候補の平井竜一（前神奈川県逗子市長）に関する内容（下記参照）の法定ビラを市長選投票日直前に西東京市内全域に配布した。
- 表面には、「逗子での失敗のリベンジは逗子でやってください。ここは西東京です。」と平井を連想するスローガン[8]。
- 裏面には、赤旗新聞記事などから平井の逗子市長の際の記事の引用と「西東京市のまちづくりは、西東京市民の手で！共産・左翼に市政を渡すな!!」とのスローガン。

選挙は約1,500票の差で池澤が当選したが、選挙後に平井を推した西東京市議などが抗議の署名活動を行う事態となった。